# Секційний процесор

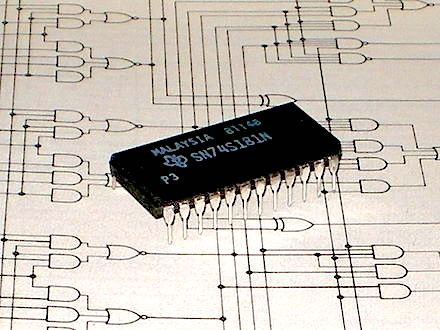
Мікросхема 4-розрядного ТТЛ АЛП 74S181 фірми Texas Instruments.

Секційний процесор (англ. bit slicing CPU) — центральний процесор, сконструйований з модулів, або секцій, з меншою розрядністю, ніж розрядність самого процесора (наприклад, 32-розрядний процесор, збудований з чотирьох 8-розрядних модулів). Теоретично можливим є n-секційний процесор.
Секційні процесори були популярні у мінікомп'ютерах 1960-1980-х років, але поступилися мікропроцесорам, що реалізовуються у вигляді одного кристалу і є суттєво дешевшими при масовому виробництві. З виникненням і розвитком квантових комп'ютерів, спостерігається деяке поновлення інтересу до секційного підходу, зокрема при проєктуванні квантових арифметично-логічних пристроїв. Програмно реалізований варіант секційної архітектури знаходить застосування у криптографії.

## Архітектура
Секційні процесори, як правило, базуються на мікросхемах чи елементах Арифметико-логічного пристрою (АЛП) розрядності 1, 2, 4, 8 або 16 біт, а також схемах реалізації допоміжних сигналів (наприклад, переносу чи переповнення), що є внутрішніми у мікропроцесорах. Розрядність секцій не обов'язково повинна мати степінь двійки, наприклад, три 1-розрядних АЛП можуть використовуватись як основа для 3-розрядного процесора.
Логіка керування сигналами процесора і АЛП реалізується, як правило, з використанням мікросеквенсера або керуючого ПЗП.

## Історичні відомості
Секціонування використовувалося у комп'ютерах ще до появи інтегральних схем (хоча даний термін і не використовувався). Однією з перших секційних машин була EDSAC 2, збудована у математичній лабораторії Кембриджського університету у 1956—1958 роках.[джерело?]
Мейнфрейми серії UNIVAC 1100 мали 36-розрядну архітектуру, і починаючи з моделі 1100/60 (1979 рік) використовували дев'ять 4-розрядних мікросхем АЛП Motorola MC10800
Технологія інтегральних схем 1960-1970-х років була значно дорожчою, ніж у 21-му столітті. Ідея використання кількох дешевших мікросхем АЛП меншої розрядності замість однієї дорогої швидко знайшла своє застосування. Типові процесори того часу, на зразок DEC PDP-11 чи Data General Nova мали розрядність 16 біт, пізніше з'явилися і 32-розрядні секційні машини (наприклад, деякі варіанти VAX).
Конструювання процесорів з секцій широко використовувалося у академічному середовищі, і дозволяло студентам збудувати ЦП власної архітектури з мікросхем (наприклад, 74181), які можна придбати у вільному продажу.
Комп'ютер Xerox Alto також мав секційний процесор унікальної архітектури, де мікропрограмування було доступне користувачеві.
Секційні АЛП 1970-1980-х років були збудовані на основі біполярної ТТЛ-технології, що дозволяло отримати непогані показники швидкодії, значно кращі, ніж у мікросхем КМОН тих років.

## Відомі реалізації
- 2-розрядні секції:
  - Сімейство Intel 3000 (1974), наприклад, Intel 3002 / 3001 (також вироблявся фірмами Signetics та Intersil)[5]
  - Сімейство Signetics 8X02 (1977)[6]

- 4-розрядні секції:
  - National GPC/P / IMP-4 (1973),[7] також вироблявся Rockwell Semiconductor
  - Сімейство National IMP-16 (1973), наприклад IMP-00A/520D (RALU) + IMP16A/521D/522D, каскадується до 16-біт
  - AMD Am2900 family (1975), наприклад AM2901, AM2903
  - Сімейство Monolithic Memories 5700/6700 (1974)[8][9], наприклад MMI 5701 / MMI 6701[10][11] (також вироблявся ITT Semiconductors)
  - Texas Instruments SBP0400 (1975), каскадується до 16-біт
  - Texas Instruments SN74181 (1970)
  - Texas Instruments SN74S281 + SN74S282
  - Texas Instruments SN74S481 + SN74S482 (1976)[12]
  - Fairchild 9400 (MACROLOGIC), 4700
  - Сімейство Motorola M10800 (1979),[3] наприклад MC10800

- 8-розрядні секції:
  - Сімейство National Semiconductor IMP-8 (1974), каскадується до 32-біт
  - Texas Instruments SN54AS888 / SN74AS888
  - Fairchild 100K
  - ZMD U830C (1978/1981), каскадується до 32-біт

- 16-розрядні секції:
  - Сімейство AMD Am29100
  - Synopsys 49C402

## Сучасне використання

### Програмний підхід
Наприкінці 1990-х років було запропоновано використовувати поняття bit-slicing для реалізації віртуальних паралельних машин на основі ЦП загального призначення. Така машина може застосовуватись, наприклад, для обчислення операцій SIMD довільної ширини. Така технологія інколи називається SWAR (англ. SIMD Within A Register). Одне з застосувань SWAR — криптографія (наприклад, DES).

### Квантові комп'ютери
Було запропоновано ідею реалізацію комп'ютера з тактовою частотою 50 ГГц, що складається з 4-розрядних надпровідникових секцій АЛП.